# NGC 7187
NGC 7187 ist eine linsenförmige Ringgalaxie vom Hubble-Typ S0 im Sternbild Piscis Austrinus am Südsternhimmel. Sie ist schätzungsweise 121 Millionen Lichtjahre von der Milchstraße entfernt und hat einen Durchmesser von etwa 45.000 Lichtjahren.
Im selben Himmelsareal befinden sich u. a. die Galaxien NGC 7172, NGC 7173, NGC 7174, NGC 7176.
Das Objekt wurde im Jahr 1886 von Francis Preserved Leavenworth entdeckt.